# Formaggio di malga dell'Altopiano dei Sette Comuni
Il formaggio di malga dell'Altopiano dei Sette Comuni o anche allevo di malga è un prodotto tipico veneto inoltre un presidio di Slow Food riguarda una forma invecchiata.

## Descrizione
Il Malga dei Sette Comuni è un formaggio a base di latte vaccino prodotto nel territorio dei Sette Comuni dell’altopiano di Asiago. L’allevamento del bestiame e la conseguente lavorazione del latte erano le attività economiche locali prevalenti fin dal 912. Le dimensioni variano in altezza dai 9 ai 12 cm; il peso varia da 7 a 9 Kg e il diametro dai 30 ai 36 cm. Il Malga dei Sette Comuni è un formaggio prodotto con latte vaccino crudo, parzialmente scremato e semigrasso perché ricavato da due mungiture, della sera e della mattina, che vengono miscelate insieme.

## Stravecchio di malga dell'altopiano dei Sette Comuni
Il Presidio Slow Food riguarda lo stravecchio d'allevo (di 19 mesi e oltre), un prodotto rarissimo, che offre una straordinaria complessità di gusti, sapori e aromi e che si produce nelle 87 malghe ancora attive sull'Altopiano dei Sette Comuni. I suoi profumi vanno dall'erba sfalciata alla frutta matura, al muschio. In bocca è dolce e via via tende al pungente, alla nocciola tostata, al pane grigliato.